# Adamo Boari

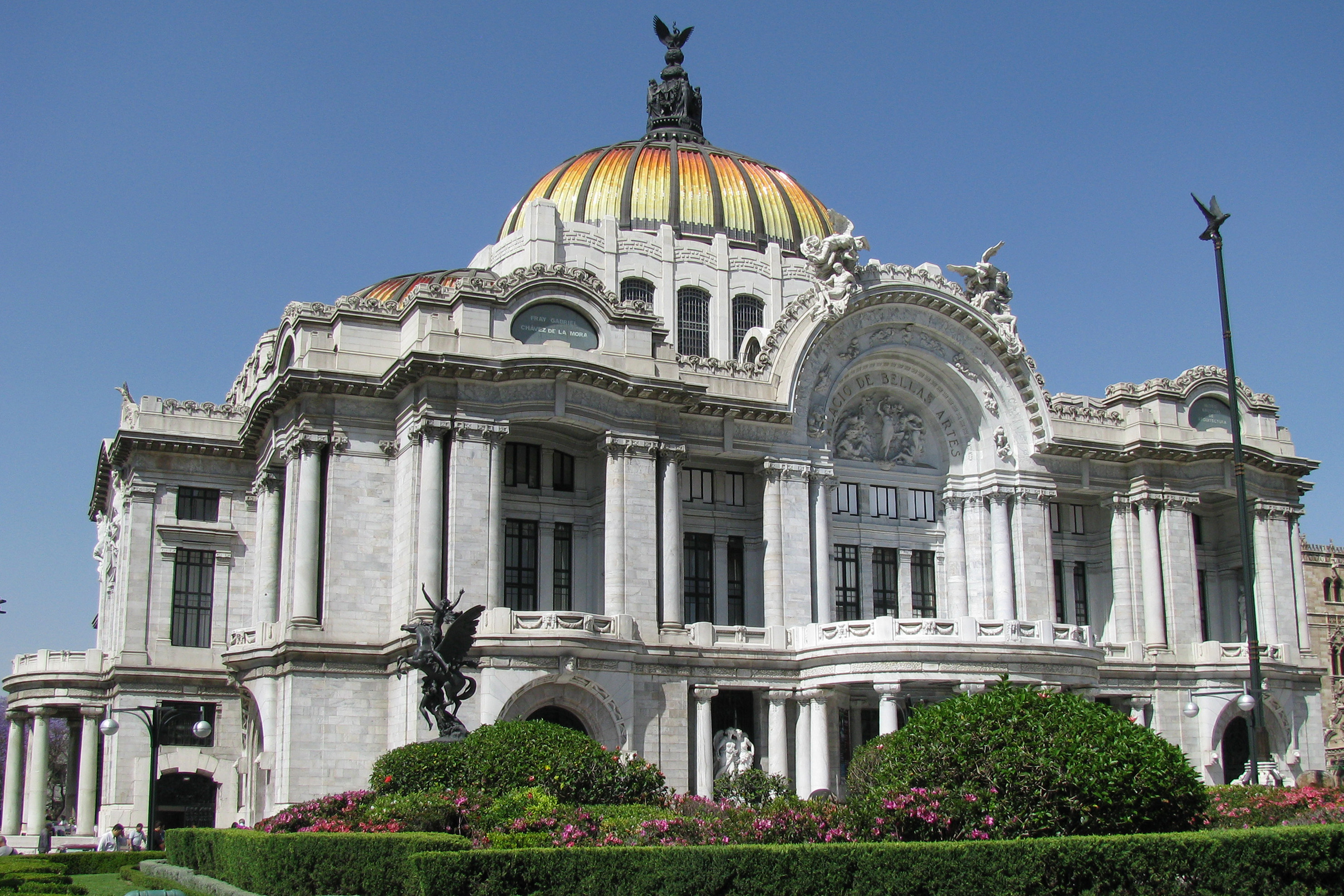
El Palacio de Bellas Artes es la obra más sobresaliente de Boari

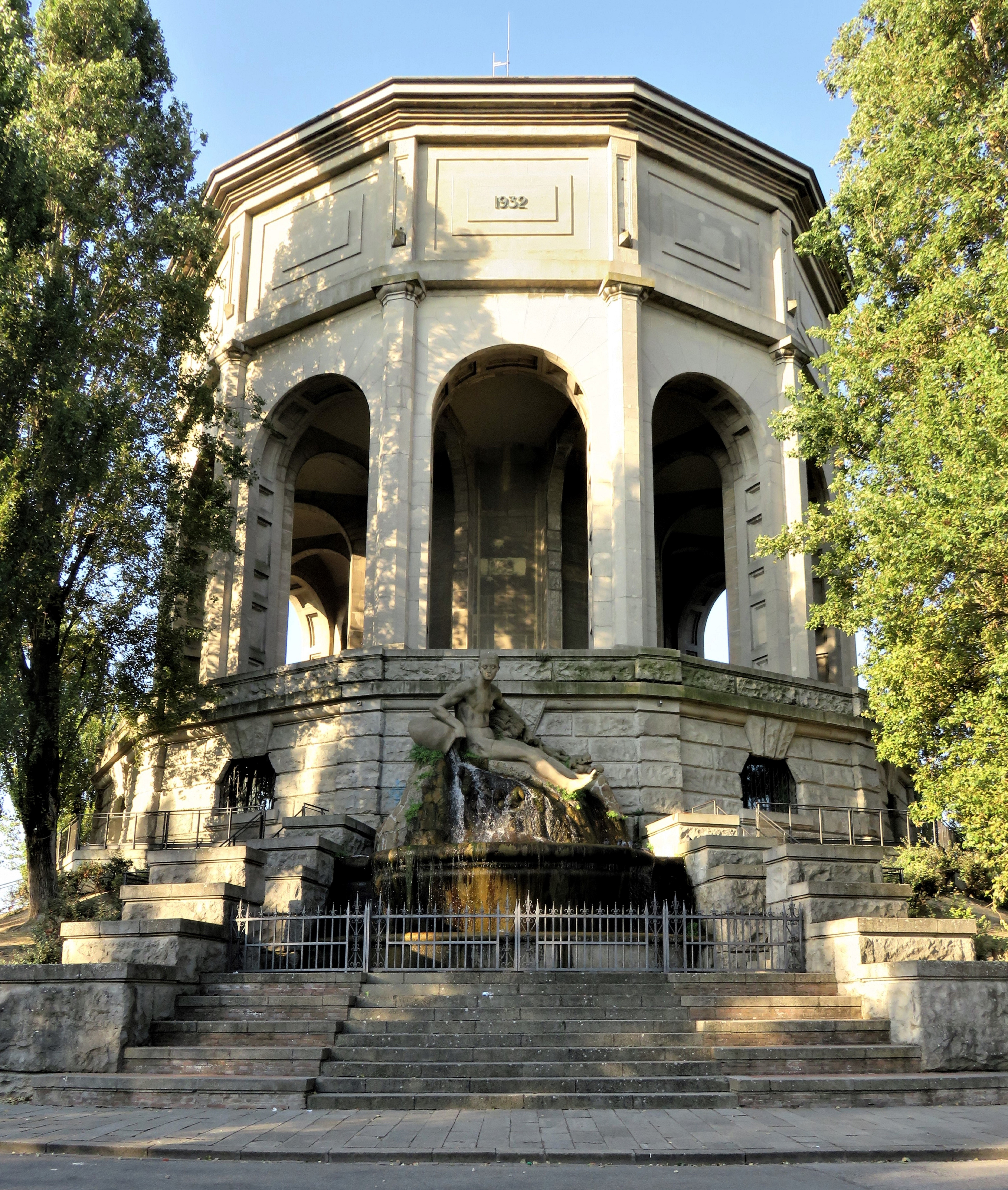
Tanque de almacenamiento del acueducto de Ferrara en Italia, fue diseñado por Boari y construido de 1930 a 1932

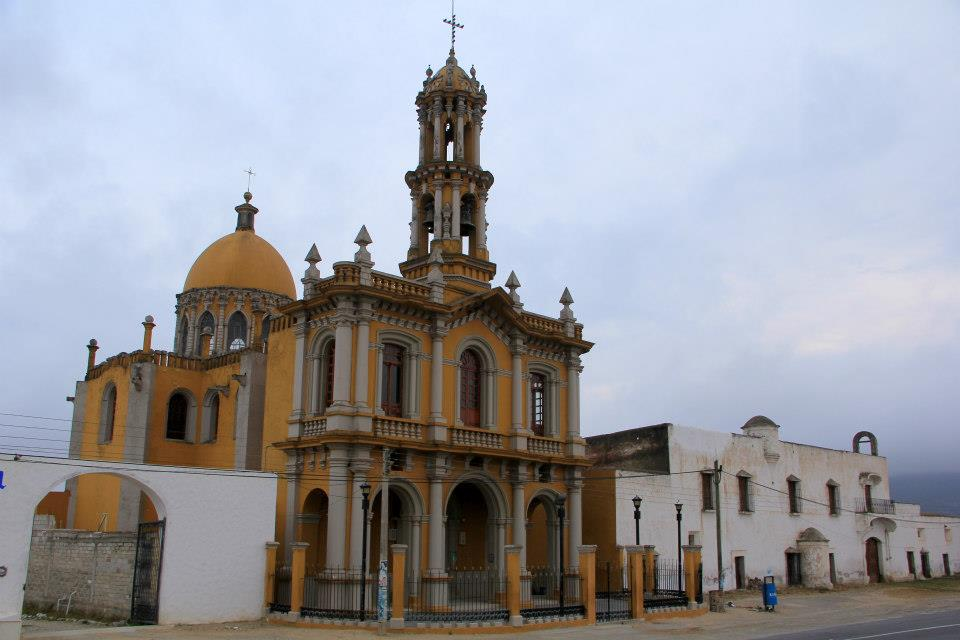
Templo de San Antonio Limón en el estado de Veracruz. Atribuido a Adamo Boari

Adamo Boari (Marrara (Ferrara), Italia, 22 de octubre de 1863 - Roma, Italia, 24 de febrero de 1928) fue un arquitecto italiano que tuvo una carrera muy activa en México. Se le conoce por la construcción de obras arquitectónicas imponentes en la capital de este país, Palacio de Bellas Artes, el teatro nacional de México.

## Biografía
Sus estudios sobre arquitectura los realizó en las universidades de Ferrara y Bolonia, donde obtiene el título de ingeniero civil en el año de 1886. Se le conocen varios diseños realizados para la exposición nacional de arquitectura en Turín. En 1889 se establece en Brasil, donde trabaja como encargado de los proyectos para una exposición universal, viajando más tarde a Buenos Aires y Montevideo. También trabajó en las ciudades estadounidenses de Nueva York y Chicago.
Hacia 1903, viaja a México, en donde bajo el régimen del presidente Porfirio Díaz, y por el cual es invitado, realiza varios proyectos, entre los que destacan: La parroquia de Matehuala (1898), el Templo Expiatorio de Guadalajara (1899) y un monumento a Porfirio Díaz (1900). Se le atribuye el templo de San Antonio Limón en el estado de Veracruz. También diseñó su casa, que se ubicaba en la colonia Roma de la Ciudad de México y fue demolida en 1940. 
En la capital del país, trabaja en los proyectos que le dieran fama y reconocimiento, como: La Quinta Casa de Correos o El Palacio de Correos y el Palacio de Bellas Artes. Fue a este último edificio al que más tiempo le dedicó, trabajando en él aún tiempo después de haberse iniciado la Revolución mexicana (1916). 
En 1916 vuelve a Italia y se establece en Roma, viajando a menudo a Ferrara. Se menciona que desde Roma enviaba aportaciones e ideas para la finalización del Palacio de Bellas Artes, y que escribió un libro sobre la construcción y diseño de teatros. Se piensa que apoyó a su hermano Sesto Boari para el proyecto del Teatro Nuevo de Ferrara, que guarda cierta semejanza con el del ya mencionado Teatro nacional de México.
Adamo Boari murió en Roma el 24 de febrero de 1928.

## Obras
- Palacio de Correos (1902-1907)
- Palacio de Bellas Artes (exterior)
- Parroquia de Matehuala (inconclusa)[1]
- Templo Expiatorio de Guadalajara[1]
- Cúpula del templo de San Miguel en Atotonilco el Alto, Jalisco (1898)
- Casa en la calle de Nápoles 67 en la Colonia Juárez
- Diseño del tanque de almacenamiento de agua del Acueducto de Ferrara en Italia
- Templo de San Antonio Limón en el estado de Veracruz (Atribuido)